# 2010년 CIA 중국지부 와해 사건
2010년 CIA 중국지부 와해 사건은 2010년부터 2012년까지 주로 현지인인 중국 내 CIA 정보원 30명이 중국 국가안전부에 의해 살해된 사건이다.

## 역사
2010년 CIA 역사상 최대의 참사라는 중국지부 궤멸 사건이 발생했다. 미국인 CIA 정규직 요원들이 중국 현지에서 중국인인 정보원 30여명을 채용해, 공작을 하고 있었는데, 중국 국가안전부가 이를 발각해 30명을 체포해 즉결처형 또는 감금하고, 고작 몇 명만이 미국으로 도피하는데 성공했다.
이 사건은 미국 정부가 전혀 모르고 있었다. 2011년 FBI 중국 현지 정보원이 CIA 중국지부 정보원 전체 명단이 중국에 유출되었다는 보고를 하면서, 사건의 진상이 드러났다. 정보원은 본국의 정규직 정보부 요원은 아니고, 주로 현지에서 채용된 현지인들이다. 보통, 프락치라고도 부른다.
이후 미국 정부가 사건의 진상조사를 하면서, 러시아와 중국이 협력해 방첩작전을 실행했으며, 러시아 현지의 CIA 정보원들도 상당수 실종된 것이 드러났다. 산케이 신문은 중국과 러시아 정보기관이 CIA가 외국에 있는 정보 제공자, 공작원과 통신하는 방법을 공동으로 해독해 양국에서 몰래 미국을 위해 활동하는 이들을 비밀리에 일망타진했다고 덧붙였다. 매우 원시적이고 초보적인 암호통신을 사용했다고 알려졌다.
미국 CIA 요원 5명이 주로 중국 현지인들인 정보원을 채용해 중국 첩보망을 만들었다.
4명의 전직 CIA요원들이 뉴욕 타임즈에 제공한 정보에 따르면, 중국은 2010년부터 CIA 조직 제거 작업에 나섰으며, 2011년부터 요원들이 사라지기 시작했다. 동료가 보는데서 총살해 죽이거나, 감금하여 고문했다.
2012년 8월, FBI는 리전청을 체포했다. 와해사건의 진상조사를 위해 미국은 CIA, FBI 합동으로 비밀 태스크포스를 설치했으며, 5년 이상 수사를 했다. 전설적인 FBI 방첩 요원 찰스 맥고니걸도 가담했다. 리전청은 2007년 CIA 베이징 지부에서 공작원 조직 관리를 총괄하다가 퇴직하고서, 홍콩에서 가족과 함께 거주해 왔다. 살해된 정보원의 상당수도 리전청이 채용했다. 그러나, 몇개월간의 갖은 심문에도 명백한 증거가 나오지 않았으며, 체포 후에도 계속 정보원들이 살해되었다. 결국 2013년 6월 석방하고서, 계속 감시를 했다.
2013년에 미국은 와해된 중국 첩보망을 다시 재구축했다.
2018년 1월 15일, 리전청이 뉴욕 케네디 국제공항에 도착했을 때, FBI 켈리 오브라이언 요원이 체포했다.
2018년 8월 17일, 홍콩 동망은 2011년 처형된 CIA 공작원이 12명이 아니라 최소한 30명이라고 보도했다. 전직 CIA 중국지부 요원인 리전청(53·李振成 Jerry Chun Shing Lee)이 중국 정부에 공작원 전체 명단을 제공했다. 리전청은 중국으로부터 수억원의 돈을 받았다. 다만, 증거가 없어서, 기밀유출죄로 처벌은 힘들다고 알려졌다. CIA 내부에서는 뇌물에 의한 리전청의 배신 이외에도, 허술한 CIA 중국지부의 공작원 관리 시스템, 컴퓨터 해킹 가능성도 의심하고 있다.